# Walter M. Fleming
Walter M. Fleming (1838-1913) est un médecin et un chirurgien américain connu pour avoir été le-cofondateur de la société maçonnique des Shriners avec William J. Florence. 
Après avoir obtenu un diplôme en médecine à Albany, il  travailla comme chirurgien avec la treizième brigade d'infanterie de la garde nationale. En 1868, il déménagea à New York, où il fut très actif dans sa pratique médicale. 
En 1904, il est cité comme étant le membre n° 1 du temple Mecca.